# Београд под османском влашћу
Београд је под османском влашћу био од 1521. до 1688. године, затим од 1690. до 1717. године, потом поново од 1739. до 1806. године, са мањим прекидом 1789. године, и на послетку од 1813. до de facto 1867, односно de iure 1878. године.
Град је у највећем делу овог периода био најзначајније утврђење Османске империје на западној граници.

## Историја османске владавине Београдом

### Први покушаји освајања

#### Прва опсада Београда (1440)
Први покушај османских снага да заузму Београдску тврђаву, догодио се у априлу 1440. године, а предводио га је султан Мурат II. Одбраном града који се тада налазио у саставу Краљевине Угарске, командовао је српски витез кастелан Јован Таловац, брат славонског бана Матије Таловца. Османлије су на све начине покушале да заузму град: бомбардовањем бедема, копањем подземног тунела, чак и подмићивањем, али је све било безуспешно. Дошло је и до сукоба са бродовима на Сави и Дунаву, али је и тај напад био безуспешан, а у једном тренутку османска војска је ушла у град, али се брзо повукла. Опсада је трајала до јесени, када су се освајачи повукли.
Београдско утврђење је било у великој мери оштећено током вишемесечних борби, али су малоброни браниоци ипак успели да сачувају град.

#### Друга опсада Београда (1456)
Други покушај заузимања Београда уследио је 1456. године, између 4. и 22. јула, само три године након пада Цариграда. Предводио га је султан Мехмед II Освајач, док је град бранила хришћанска војска на челу са угарским племићем Јаношем Хуњадијем, генералом Михаилом Силађијем и фрањевачким теологом и крсташем Јованом Капистраном. Један део војске опремио је и послао деспот Ђурађ Бранковић, , чије су снаге непосредно пре напада на Београд одолеле османској опсади Смедеревског Града.
За потребе овог похода, султан Мехмед II је прикупио, према не сасвим поузданим изворима, преко 100.000 војника. Османске припреме за борбу су трајале годину дана. Он је од својих вазала затражио да пошаљу војску: од краља Срба, Босне, Приморја, Хумске земље, Доњих Краја, Усоре, Соли, Подриња и Западних страна Стефана Томаша Остојића Котроманића 10.000 војника, од херцега Стефан Вукчић Косача 8.000 и од војводе Петра I Павловића 4.000 војника, што су они одбили. Допремљено је око 300 топова и више десетина бродова. Освајачка војска је била сконцентрисана на Врачару, а протезала се од до обала Саве и Дунава. Грађена је и велика флота на Морави, док су неки бродови дошли уз Дунав из Црног мора.
Дана 14. јула, угарска флота из Сланкамена је успела да дође до Земуна и ту разбије османску блокаду на Дунаву, састављену од неколико галија повезаних ланцима. Истовремено, са леђа им је из Београда дошла група српских шајкаша, што је пресудно утицало на разбијање блокаде. Како нису успели да одсеку Београд са река, а самим тим ни од угарске помоћи османлије се одлучују на покушај да заузму град на јуриш.
Између 14. и 20. јула, трајало је бомбардовање бедема и затрпавање градског јарка у склопу припрема за општи напад. Наредног дана, освајачи су успели да уђу у Доњи град и пренесу борбу на зидине код Горњег града. У борбама је рањен и сам султан Мехмед II, док су погинули румелијски беглербег Караџа и заповедник јаничара Хасан. Османска војска се повукла наредног дана. Султан се одлучио на повлачење услед великих губитака, као и губитака војсковођа који су погинули у нападу.
У част победе хришћанских бранилаца града, папа Калист III је установио Подневна звона, која се и данас оглашавају. Вест о хришћанској победи се раширила врло брзо, ни један други догађај у средњовековној београдској историји није забележен у тако великом броју извора.
Победу хришћана обележио је и губитак најзначајнијих бранилаца града. Наиме, у полуразореном граду дошло је до ширења разних заразних болести. Код Хуњадија су се први знаци куге појавили 4. августа, а 6. августа су се први симптоми појавили и код Капистрана. Хуњади је пребачен у Земун где је након недељу дана умро. Хришћани су изгубили човека који је цео свој живот посветио борби против Турака, а Турци су добили задовољење за претрпљени пораз — град нису освојили, али је њихов највећи противник био мртав. Капистран је умро 23. октобра 1456. године у Илоку. Пре краја године умро је и српски деспот Ђурађ Бранковић, још једна важна личност у балканској политици претходних деценија. 

### Пад Београда (1521)
Пад Београда је био последица трећег великог османског напада на ово угарско утврђење.
Напад је предводио наследник Мехмеда, султан Сулејман Величанствени који је покренуо своју војску средином маја 1521. године. Угарска држава је била у расулу и неспособна да се ефикасно супротстави османској војсци. За разлику од претходних времена, када је Угарску својим способностима бранио Јанош Хуњади, у годинама пред Сулејманов поход није било личности спремне и способне да на себе прими одговорност за одбрану земље од Турака. Захваљујући оваквим приликама у Угарској, Сулејману је пут био отворен и пре него што је кренуо са својом војском. Освајање су му олакшали управо они од којих се очекивало да му се супротставе - угарско племство и двор. Вишегодишње одсуство бриге за јужну границу врло брзо се осветило Угарској. Полупусте граничне градове, без хране, оружја и дисциплинованих трупа нису могли спасити бедеми наслеђени из прошлости, чега је био свестан и османски султан. Званична Угарска остала је готово по страни догађаја из лета 1521. године. Она је била само посматрач неминовних османских освајања којима се готово нико није супротставио.
Сулејман је одлучио да овог пута главни напад буде са савске стране, што је изискивало да прво османлије заузму Срем, што им је пошло за руком.
Браниоци Београда су пружали јак отпор, али због недостатка људства и ратног материјала браниоци су били принуђени да после двомесечне борбе предају град 28/29. августа 1521. године.
Пад Београда који је био најважније угарско утврђење на јужној граници је био увод у угарски пораз и продирање османлија у средњу Европу.

## Архитектура града

### Верски објекти
Поједини извори помињу чак 273 џамије, дервишких текија, месџида и других исламских верских објеката на територији Београда под османском влашћу. Одмах по заузимању града, хришћанске цркве су претворене у прве џамије. Једна од њих била је и црква Успења Богородице при митрополији београдској у Доњем граду.
Међу најстаријим београдским џамијама јесте Бајракли џамија, уједно и једина очувана из овог периода, подигнута око 1575. године. Заправо, она је највероватније подигнута на месту старијег месџида, а свој садашњи изглед дугује свом задужбинару султану Сулејману Величанственом. У њој је боравио мувекит, који се старао о рачунању времена по хиџретском календару.

### Цивилне куће
Оријентални стил градње из времена османске владавине, видљив је на неколико и до данас сачуваних здања у Београду, као што су конак кнегиње Љубице, конак кнеза Милоша у Топчидеру, Кафана „?” и Манакова кућа.